# Facultad de Química de la Universidad de Valencia
La Facultad de Química se encuentra en el término del municipio de  Burjassot (Valencia) desde 1977. Campus de Burjassot-Paterna

## Historia

#### La Facultad de Química de laUniversitat de València
Fue creada el 19 de septiembre de 1977, por Orden Ministerial, en la cual se resuelve dividir la Facultad de Ciencias en cuatro Facultades:
•	Facultad de Ciencias Químicas
•	Facultad de Ciencias Físicas
•	Facultad de Ciencias Matemáticas
•	Facultad de Ciencias Biológicas
Sus orígenes se remontan al año 1895, en el que, por Real Decreto de 2 de agosto, se crea la Facultad de Ciencias de Valencia con la Licenciatura en Ciencias Fisicoquímicas. Él posterior nacimiento de las secciones de Ciencias Físicas, Ciencias Matemáticas y Ciencias Biológicas, el progresivo incremento de estudiantes y el traslado al actual Campus de Burjassot-Paterna, propiciaron la división en las cuatro facultades mencionadas.
Con motivo de la implantación de nuevas titulaciones en la Universitat de València durante el curso 1993-1994, se pusieron en marcha los títulos de:
•	Licenciatura en Química
•	Ingeniería Química por transformación de algunas de las especialidades que se venían impartiendo. Estudios impartidos motivo de la creación de la Escuela Técnica Superior de Ingeniería, el año 2003, la titulación de Ingeniería Química pasa a depender de dicho centro, por lo que la Facultat de Química imparte solamente la Licenciatura en Química desde el curso 2004-2005 hasta su extinción progresiva con la implantación del Grado en Química a partir del curso 2010-2011.
El 13 de noviembre del año 2020 la facultad de Química cumplió 125 años de estudios de Química en la Universitat de Valencia.
La Universitat de València celebró el martes 23 de noviembre de 2021 un Solemne Acto Académico, la conclusión de las conmemoraciones del 125.º cumpleaños de los estudios en Química en la Universitat . 
Presidido por la rectora de la Universitat, junto a la decana de la Facultat de Química, y el presidente de la comisión del 125.º cumpleaños, la secretaria general de la Universitat de Valencia, ha dado lectura al Real Decreto de Implantación de los estudios en Química, y el secretario de la Facultat de Química, ha dado lectura a la primera acta de la Junta de la Facultad de Ciencias del año 1895.

## Dependencias
Los edificios actuales de la Facultad de Química así como las instalaciones fueran proyectadas en la década de 1970 y quedando inauguradas en 1978, dispuesta de dos edificios, bloque E y bloque F de cuatro y cinco plantas cada uno. 
El primer Bloque E se dedica a los departamentos de Química Física y Química Analítica y sus laboratorios de prácticas docentes y laboratorios de investigación departamental, también en este mismo edificio se encuentra el laboratorio de Química General, las aulas docentes y de informática, salón de grados-Marie Sklodowska Curie y la conserjería E 
El segundo Bloque F se dedica a los departamentos de Química Orgánica, Química Analítica, Química Física, Química Inorgánica, y sus laboratorios de prácticas docentes y laboratorios de investigación departamental, así como las aulas docentes y de informática  en la planta baja se encuentra los servicios de conserjería F, secretaria alumnos y administración del centro, los despachos del equipo decanal y las sala de reuniones y sala de juntas.
La Facultad de Química dispone en el edificio de investigación Gerónimo Muñoz, con el aula 3.59 sito en la tercera planta, junto al Dpto. de Q. Analítica y los laboratorios de investigación.

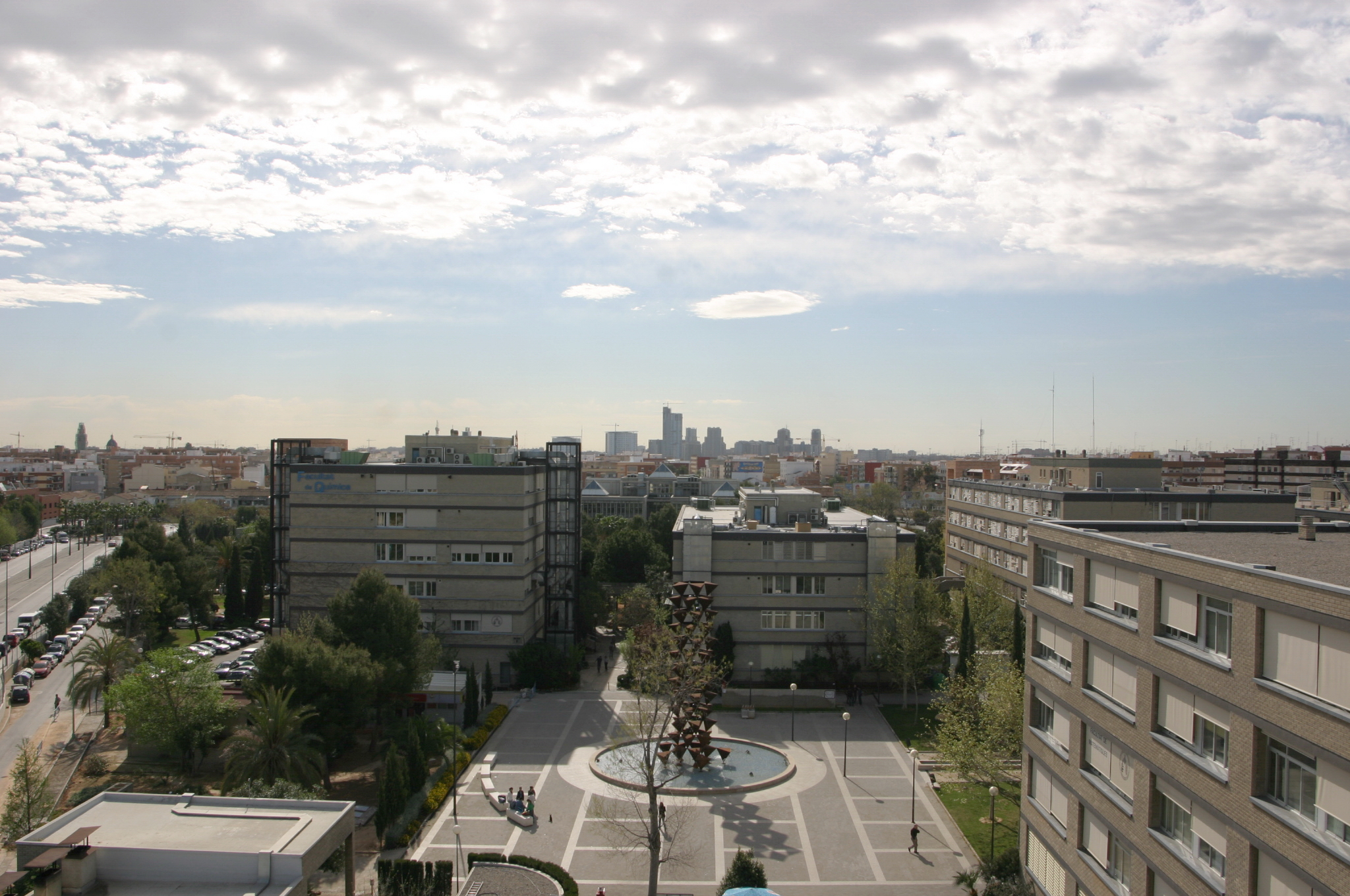
Vistas de la Facultad de Química en marzo del 2006
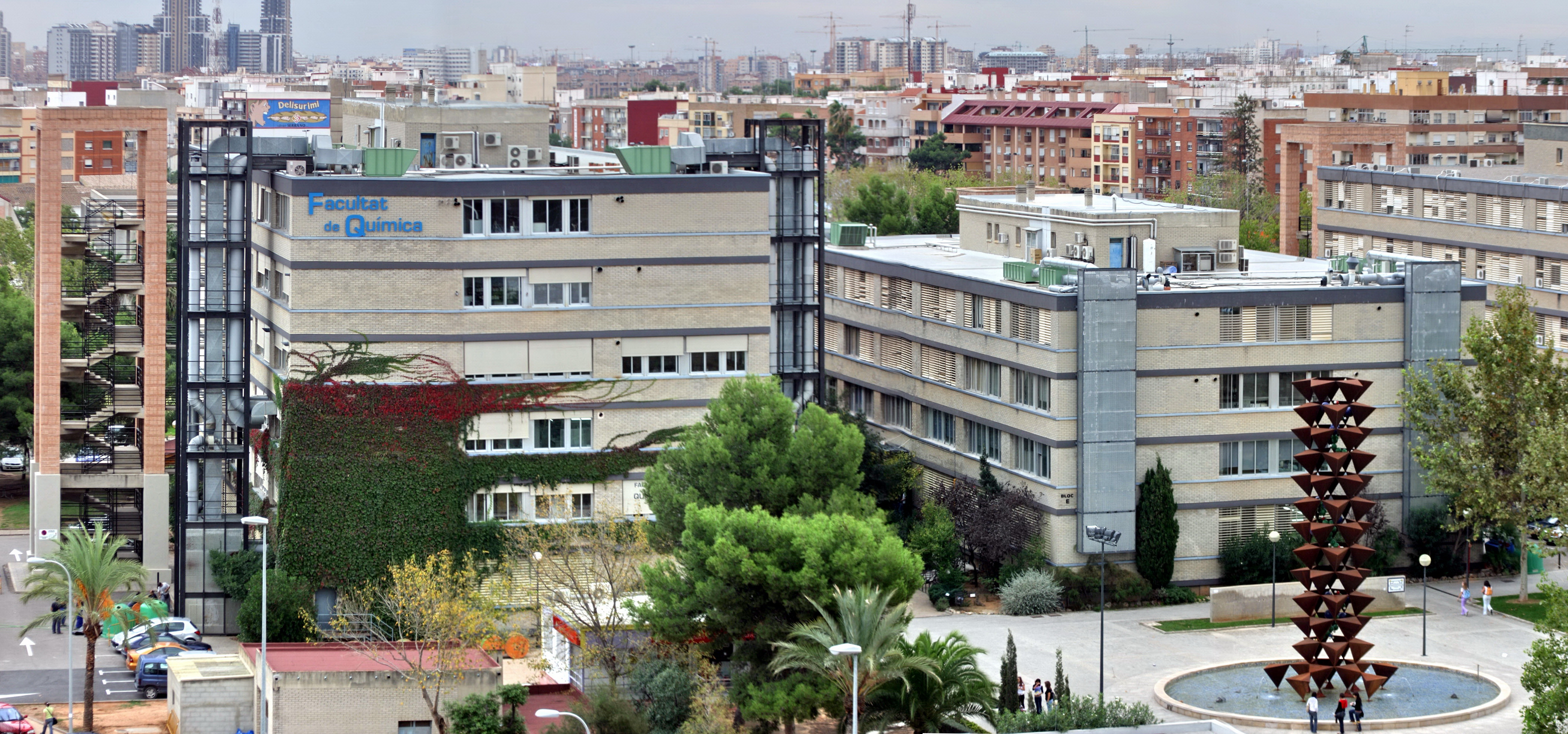
Vistas de la Facultad de Química año 2006
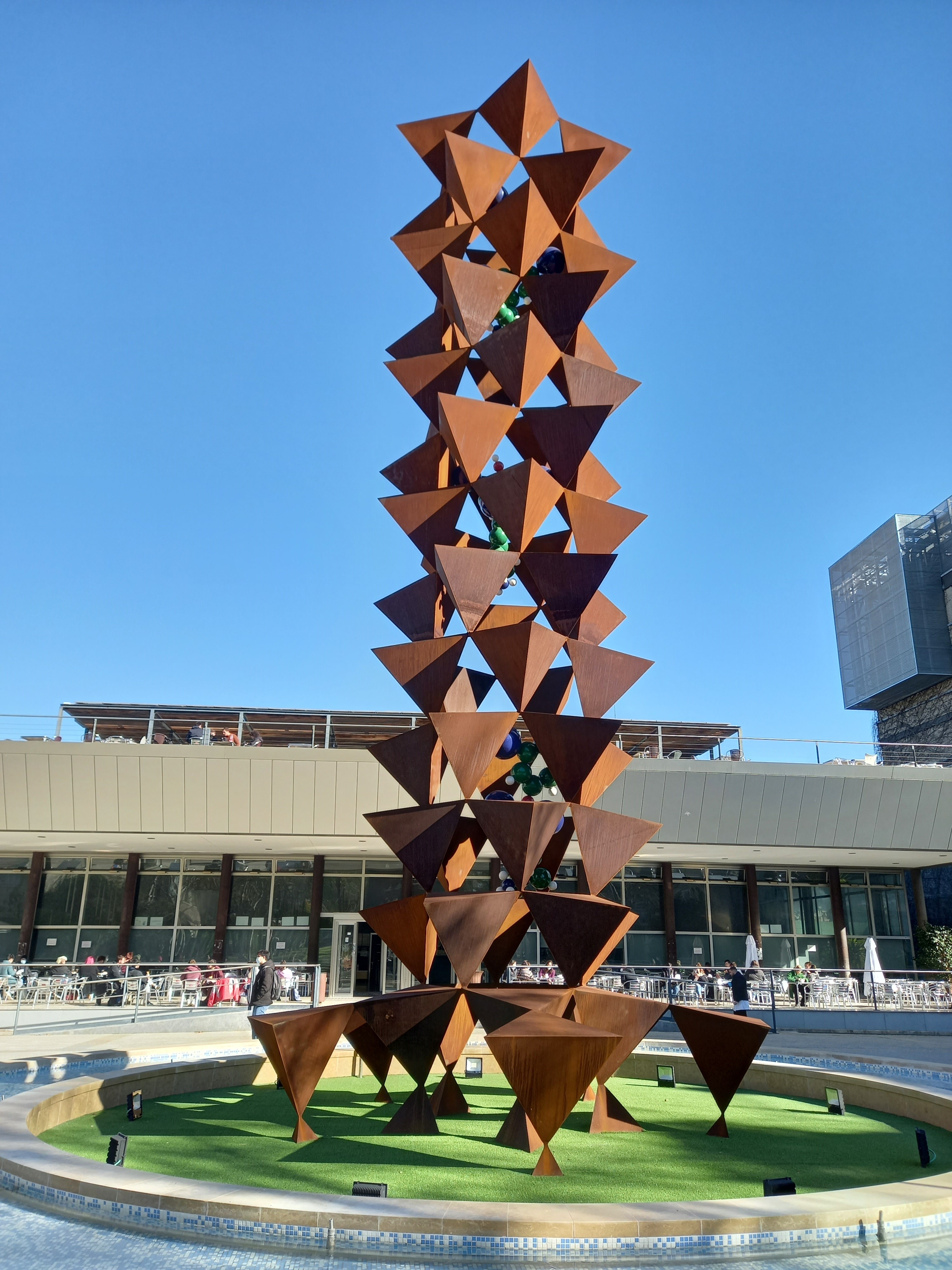
fet químic (El hecho químico) Escultura de Manuel Boix 1995
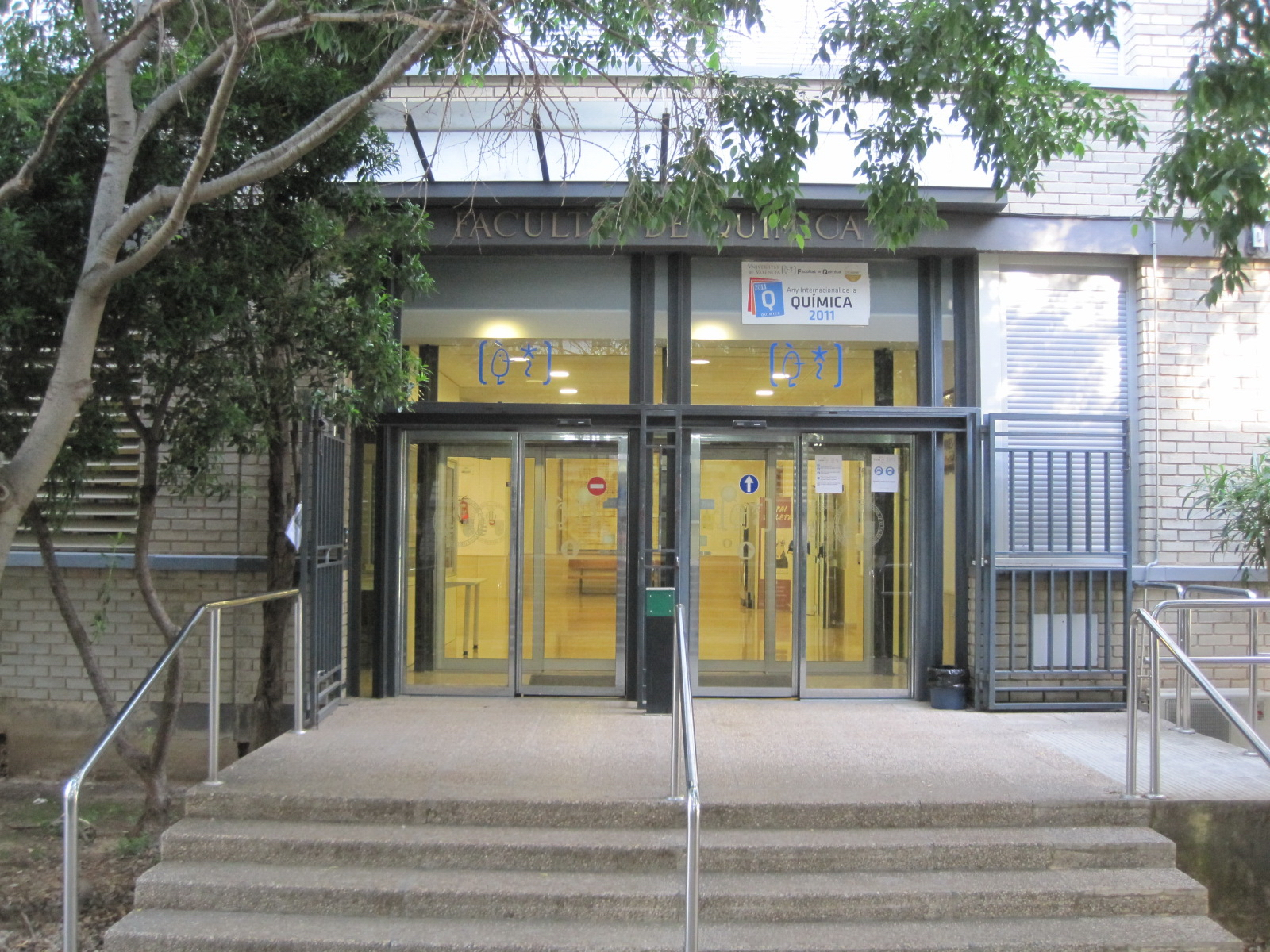
Facultad de Química bloc F 2022
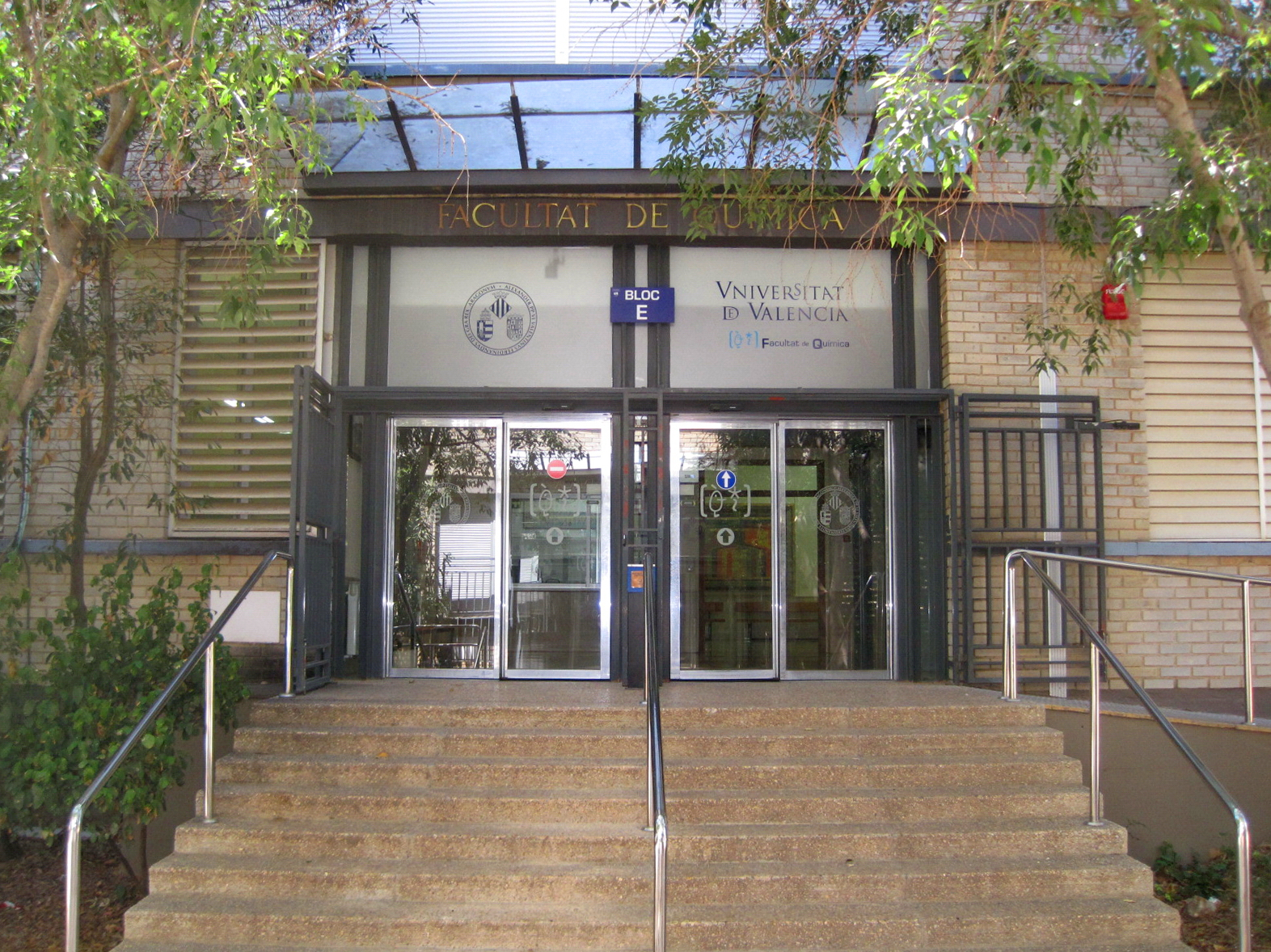
Facultad de Química bloc E
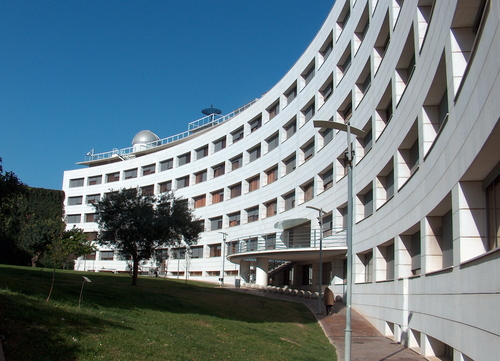
Jeroni Muñoz-Edificio de Investigación

## Formación Académica

### Titulaciones de Grado
- Grado en Química
- Doble Grado en Física y Química
- Doble titulación internacional UV-ECPM (Estrasburgo)
- Doble Grado en Química y en Ingeniería-Química

### Titulaciones de máster
- Máster en Química
- Máster Universitario en Técnicas Experimentales en Química
- Máster Universitario en Química Orgánica
- Máster Universitario en Nanociencia y Nanotecnología Molecular
- Máster Universitario Erasmus Mundo en Química Teórica y Modelización computacional
- Máster en Química y Bioquímica Sanitarias

Doctorado en Química:
- Doctorado en Química

## Asociaciones
El AdR es la Asamblea de Representantes de Estudiantes y es el máximo órgano de representación de los estudiantes del centro. Está formada por los representantes elegidos por cada clase y curso de las distintas titulaciones del centro y por los representantes de estudiantes en la Junta de Centro y en el Claustro. Sus funciones van desde distribuir los presupuestos para las diversas actividades hasta proponer las medidas docentes a que se considere oportunas para defender los derechos e intereses de los estudiantes.